# Prezydenci Wietnamu

## Prezydenci Demokratycznej Republiki Wietnamu (1945–1976)
| # | Portret                                               | Imię i nazwisko              | Kadencja        | Kadencja         | Partia polityczna                                                             |
| # | Portret                                               | Imię i nazwisko              | Od              | Do               | Partia polityczna                                                             |
| - | ----------------------------------------------------- | ---------------------------- | --------------- | ---------------- | ----------------------------------------------------------------------------- |
| 1 | A man with a thick beard wearing traditional clothing | Hồ Chí Minh (1890–1969)      | 2 września 1945 | 2 września 1969  | Komunistyczna Partia Indochin (do 1951) Partia Pracujących Wietnamu (od 1951) |
| — |                                                       | Huỳnh Thúc Kháng (1876–1947) | 31 maja 1946    | 21 września 1946 | bezpartyjny                                                                   |
| — |                                                       | Tôn Đức Thắng (1888–1980)    | 3 września 1969 | 23 września 1969 | Partia Pracujących Wietnamu                                                   |
| 2 | 23 września 1969                                      | Tôn Đức Thắng (1888–1980)    | 2 lipca 1976    |                  | Partia Pracujących Wietnamu                                                   |

## Przewodniczący Rady Konsultacyjnej Republiki Południowej Wietnamu (1969–1976)
| # | Portret | Imię i nazwisko            | Kadencja       | Kadencja     | Partia polityczna         |
| # | Portret | Imię i nazwisko            | Od             | Do           | Partia polityczna         |
| - | ------- | -------------------------- | -------------- | ------------ | ------------------------- |
| 1 |         | Nguyễn Hữu Thọ (1910–1996) | 8 czerwca 1969 | 2 lipca 1976 | Rewolucyjna Partia Ludowa |

## Głowy państwa Socjalistycznej Republiki Wietnamu (1976–)

### Prezydenci (1976–1981)
| # | Portret | Imię i nazwisko            | Kadencja      | Kadencja      | Partia polityczna             |
| # | Portret | Imię i nazwisko            | Od            | Do            | Partia polityczna             |
| - | ------- | -------------------------- | ------------- | ------------- | ----------------------------- |
| 1 |         | Tôn Đức Thắng (1888–1980)  | 2 lipca 1976  | 30 marca 1980 | Komunistyczna Partia Wietnamu |
| — |         | Nguyễn Hữu Thọ (1910–1996) | 30 marca 1980 | 4 lipca 1981  | Komunistyczna Partia Wietnamu |

### Przewodniczący Rady Państwa (1981–1992)
| # | Portret                                     | Imię i nazwisko          | Kadencja        | Kadencja         | Partia polityczna             |
| # | Portret                                     | Imię i nazwisko          | Od              | Do               | Partia polityczna             |
| - | ------------------------------------------- | ------------------------ | --------------- | ---------------- | ----------------------------- |
| 2 | A old bald man wearing traditional clothing | Trường Chinh (1907–1988) | 4 lipca 1981    | 18 czerwca 1987  | Komunistyczna Partia Wietnamu |
| 3 |                                             | Võ Chí Công (1912–2011)  | 18 czerwca 1987 | 22 września 1992 | Komunistyczna Partia Wietnamu |

### Prezydenci (1992–)
| #  | Portret                                                                              | Imię i nazwisko                       | Kadencja             | Kadencja             | Partia polityczna             |
| #  | Portret                                                                              | Imię i nazwisko                       | Od                   | Do                   | Partia polityczna             |
| -- | ------------------------------------------------------------------------------------ | ------------------------------------- | -------------------- | -------------------- | ----------------------------- |
| 4  |                                                                                      | Lê Đức Anh (1920–2019)                | 23 września 1992     | 23 września 1997     | Komunistyczna Partia Wietnamu |
| 5  | a smiling man with black hair, wearing glasses, and dressed in a suit with a red tie | Trần Đức Lương (1937–2025)            | 24 września 1997     | 26 czerwca 2006      | Komunistyczna Partia Wietnamu |
| 6  | a smiling man with black hair, dressed in a suit with a yellow tie                   | Nguyễn Minh Triết (1942–)             | 27 czerwca 2006      | 25 lipca 2011        | Komunistyczna Partia Wietnamu |
| 7  | a man with black hair, dressed in a suit with a purple tie                           | Trương Tấn Sang (1949–)               | 25 lipca 2011        | 2 kwietnia 2016      | Komunistyczna Partia Wietnamu |
| 8  | a smiling man with black hair, dressed in a suit with an pink tie                    | Trần Đại Quang (1956–2018)            | 2 kwietnia 2016      | 21 września 2018     | Komunistyczna Partia Wietnamu |
| —  |                                                                                      | Đặng Thị Ngọc Thịnh (p.o.) (ur. 1959) | 21 września 2018     | 23 października 2018 | Komunistyczna Partia Wietnamu |
| 9  |                                                                                      | Nguyễn Phú Trọng (1944–2024)          | 23 października 2018 | 5 kwietnia 2021      | Komunistyczna Partia Wietnamu |
| 10 |                                                                                      | Nguyễn Xuân Phúc (ur. 1954)           | 5 kwietnia 2021      | 18 stycznia 2023     | Komunistyczna Partia Wietnamu |
| —  |                                                                                      | Võ Thị Ánh Xuân (p.o.) (ur. 1970)     | 18 stycznia 2023     | 2 marca 2023         | Komunistyczna Partia Wietnamu |
| 11 |                                                                                      | Võ Văn Thưởng (ur. 1970)              | 2 marca 2023         | 21 marca 2024        | Komunistyczna Partia Wietnamu |
| —  |                                                                                      | Võ Thị Ánh Xuân (p.o.) (ur. 1970)     | 21 marca 2024        | 22 maja 2024         | Komunistyczna Partia Wietnamu |
| 12 |                                                                                      | Tô Lâm (ur. 1957)                     | 22 maja 2024         | 21 października 2024 | Komunistyczna Partia Wietnamu |
| 13 |                                                                                      | Lương Cường (ur. 1957)                | 21 października 2024 | nadal                | Komunistyczna Partia Wietnamu |